# Amphilophium cynanchoides
Amphilophium cynanchoides là một loài thực vật có hoa trong họ Chùm ớt. Loài này được (DC.) L.G.Lohmann mô tả khoa học đầu tiên năm 2010.